# Пальма 2
«Па́льма 2» — российский художественный фильм режиссёра Владимира Кондаурова, сиквел картины «Пальма» 2020 года. Его премьера состоялась 20 марта 2025 года.

## Сюжет
Вячеслав Лазарев, оставив большую авиацию, перебирается с семьёй в глубинку, где продолжает полёты на маленьком винтовом АН-2. Жизнь идёт своим чередом, пока однажды Коля, сын Лазарева, не заводит маленького медвежонка, которому даёт кличку Мансур. Когда косолапого похищают браконьеры, ему на помощь приходит верная овчарка Пальма. Двум животным придётся искать дорогу домой через лес, полный охотников, диких зверей и прочих опасностей. А Лазаревым в то же время, отправившимся на поиски своих четвероногих друзей, предстоит вспомнить, что значит быть настоящей семьёй.

## В ролях
- Виктор Добронравов — Вячеслав Юрьевич Лазарев, пилот
- Владимир Ильин — Сергей Павлович Тихонов, техник
- Леонид Басов — Коля, сын Вячеслава Лазарева
- Валерия Федорович — Нина, дочь Тихонова
- Евгения Дмитриева — Любовь Аркадьевна Журина, начальник лётного отряда
- Игорь Хрипунов — Евгений Голиков, начальник службы безопасности
- Сергей Гилёв — Иван Фролов. Главный антагонист фильма. Главарь нелегальных охотников. Отец Даши, о которой он заботится после смерти своей супруги от нападения медведя.
- Таисья Калинина — Даша
- Валерий Скорокосов — лесник
- Иван Агапов — Кинаш
- Сергей Беляев — Лёха
- Марат Ахметшин — Степан, охотник
- Михаил Коновалов — охотник
- Никита Плахотнюк — Вася
- Андрей Комолов — Виталий, охотник
- Александр Мазаев — охотник

## Производство
Съёмки фильма начались в августе 2023 года, а завершились в ноябре 2023. Съёмки фильма проходили в Подмосковье и Пермском крае. Выход в прокат, изначально был запланирован на 24 октября 2024 года, но в итоге был перенесён на 20 марта 2025 года.